# Diplospora cuspidata
Diplospora cuspidata är en måreväxtart som beskrevs av Theodoric Valeton. Diplospora cuspidata ingår i släktet Diplospora och familjen måreväxter. Inga underarter finns listade i Catalogue of Life.